# Lip×Lap
Lip×Lap（リップ×ラップ）は2000年から2011年まで日本ビクター（現・JVCケンウッド）が製造販売していたミニコンポ（ゼネラルオーディオ）の商品名。メインターゲットを10代～20代の女性とし、光るディスクトレイやイルミネーション、顔文字の表示など可愛らしさを重視した製品である。
かつてはW-MD型やDVD-Video/DVD-Audio再生対応モデルも存在したが、現在はすべて生産終了となっている。2007年9月よりスタートした「Memory COMPO」シリーズ発売後、Lip×Lapシリーズの展開は大幅に縮小され、2011年6月末にUX-Z2の生産終了とともに事実上シリーズ展開終了となった。
「MD機構部品の調達が困難」との理由で、上述のUX-Z2生産終了以降JVCケンウッドからMD搭載製品は発売されていない。

## 現行モデル(2014年現在)
現在、全て生産終了となっている。

## 生産終了モデル
量販店オリジナルモデルが多数存在するのも特徴。
UX-A70MD
Lip×Lapシリーズの初代モデル。当時このシリーズは超小型のミニコンポという位置付けであった。ビクター初のMDLP対応モデルの1つ。
UX-F70MD
A70MDの後継機種で、デザインチェンジが行われている。この機種からMDグループ機能が追加された。
UX-Z7MD
この機種からサイズが現在の一般的なミニコンポのサイズに改められている。また、初のレインボーイルミネーション搭載モデル。併せて、透過型FLを搭載。美しく文字が浮かびあがるとしており、青緑色に発光するFL表示管。上位モデルにダブルMDデッキと3wayスピーカーを搭載するUX-Z11WMD、DVD（DVD-Video）再生に対応しツインウーハースピーカーを搭載するUX-A10DVDの2機種がある。2003年3月生産終了。
UX-KZ8MD
Z7MDの量販店モデル。3WAYスピーカー仕様。
UX-J55MD
DVD（DVD-Video、DVD-Audio）の再生に対応する上位機種・UX-J99DVDと同じくLip×Lapシリーズでは唯一の5CDチェンジャー搭載モデル。カセットデッキをスロットイン式にするなど操作性での工夫も見られていたが、先行する親会社のパナソニックの前に敗れ、この機種以降ビクターは5CDチェンジャー搭載モデルを生産していない。また、特徴の一つであった電動シーソーパネルを廃止。レインボーイルミネーションにも発光パターンの変更があり、SAKURA・MOONなどが追加されRAINBOW・FOREST・WATERが削除されている。なお、イルミネーション機能は本体色シルバーのみに搭載し、本体色ウッドはブルーカラーのみとなっている。
UX-J60MD
J55MDの量販店（ジョーシン、デオデオ系）オリジナルモデル。本体色はホワイトとウッドで、ウッドにもイルミネーション機能が搭載されている。2004年4月生産終了。
UX-K66MD
J55MDの量販店（コジマ電機）オリジナルモデル。センターユニットはJ55MDのウッド（イルミネーション無し）で、スピーカーが11cmウーファー、4cmスコーカー、1．5cmツィーター搭載の3WAY仕様に変更されている。
UX-W7DVD
UX-WD70の先代モデルで、業界初のDVD（DVD-Video、DVD-Audio）とダブルMDデッキを搭載したモデル。この機種の発売後、DVD再生機能を省いたUX-W5（W50の先代モデル）が発売された。2004年9月生産終了。
UX-Q1
2004年7月発売。業界初の「光るCDトレイ（クリスタルトレイ）」や音質調整機能に顔文字を採用するなど話題性の多いモデルであった。音質調整機能αサウンド採用。イルミネーションがLCD表示のバックライトを兼ねている為、ディスプレイが若干見づらくなっている。その為か、ボタン操作時にはイルミネーションが青のみになるよう配慮されている。2005年4月生産終了。
UX-QD7
2004年9月発売。前述のUX-Q1の上位モデル。Q1との相違点はDVD（DVD-Video、DVD-Audio）再生にも対応し、3wayスピーカーを採用していることである。2005年6月生産終了。
UX-K3
Q1の量販店モデル。3WAYスピーカー仕様。
UX-WD70
DVD（DVD-Video、DVD-Audio）/MDミニコンポにおいては唯一のダブルMDデッキ搭載モデル。ビクターのダブルMDデッキはデッキAが再生専用、デッキBが録音/再生用と一般的なダブルカセットデッキのスタイルを踏襲したもの。サイドイルミを採用、デザインもややクールなものとして一部の男性ユーザーも視野に入れたものとなっている。2005年12月生産終了。
UX-WD80
UX-WD70と本体は同一品を使用し、スピーカーに変更を加えた電器量販店オリジナルモデルとして販売。8cmコーン型ウーファー2個、4cmコーン型ツイーター採用の3WAYスピーカーを使用。2005年12月生産終了。
UX-W50
2005年3月発売。UX-WD70からDVD再生機能を省略しスピーカーのデザインを変更しているモデル。音質調整機能にも一部違いがある。αサウンド採用。サイドイルミ機能はUX-WD70のシルバーからブルーに変更。2006年1月生産終了。
UX-Q10
2005年4月発売。UX-Q1のマイナーチェンジ版。デザインを変更し本当に若い女性向けのモデルと見て取れる機種である。2ウェイスピーカー採用。2006年3月生産終了。
UX-QD70
2005年8月発売。UX-QD7と違う点は、DVDプレーヤーはDVD-R/-RWの最近の規格であるVRモードに対応。CPRM対応で、デジタル放送を録画したディスクも再生可能となっている。音質調整機能αサウンド採用。2006年6月生産終了。
UX-HD1
2006年発売。ハードディスク搭載ミニコンポ。カセットデッキは非搭載。3ウェイスピーカー採用。生産期間は短期間で、発売からわずか半年ほど（2006年10月）で生産終了となった。
UX-WD700
2005年10月発売。UX-WD70の後継機種。1.5cmドーム型スーパーツイーター、4cmコーン型ツイーターと11cmコーン型ウーファーから12.5cmに変更した3WAYスピーカー採用。オプションでウーファーを付けられるようにサブウーファー、音場の高さを調節できるサウンドリフターを搭載。光るトレイ採用。
デジタルオーディオプレーヤー用接続端子を前面に配置し、ダイレクトレコーディングや再生が簡単に行うことが可能となった。MP3、WMA再生可能。左右差信号（L-R間接音）にLFO変調（α波周波数でゆらぎを与える）を施し、中音域の音楽信号を自然に補正して、聴くだけでリラックスできる音を作る機能新しい音質調整機能αサウンドモード採用。
DVDプレーヤーはDVD-R/-RWの最近の規格であるVRモードに対応。CPRM対応で、デジタル放送を録画したディスクも再生可能となっている。2007年1月生産終了。
UX-W500
2006年2月発売。UX-W50の後継モデルに当たり、UX-WD700からDVD再生機能を省略しスピーカーのデザインを変更しているモデル。11cmコーン型ウーファーを採用した3WAYモデル。UX-WD700と違いMP3とWMAは再生不可となっている。αサウンドモード採用。オプションでウーファーを付けられるようにサブウーファー接続端子が付いている。デジタルオーディオプレーヤー用接続端子を前面に配置し、ダイレクトレコーディングや再生が簡単にできるようになった。クリスタルMDスロット・クリスタルCDトレイ採用モデル。2007年7月生産終了。
UX-QX1
2006年6月上旬発売。UX-Q10の後継機種。Q10との違いは、前面にデジタルオーディオプレーヤー等をつなぐことが出来る「LINE IN/OUT」端子を装備している。CDトレイが光る「クリスタルCDトレイ」採用。2008年9月生産終了。
UX-QM7
2006年9月発売。USB端子を搭載しており、デジタルオーディオプレーヤーおよびUSBメモリと接続することが可能。CDトレイが光る「クリスタルCDトレイ」採用。3ウェイスピーカーを採用。2007年秋生産終了。同社の「Memory COMPO」シリーズでもある。2007年7月生産終了。
UX-QM3
2007年秋発売。2006年9月発売のUX-QM7のリファイン機種。UX-QM7と同様に、カセットテープを廃止し、代わりに512MBのフラッシュメモリとUSB端子を装備している。またUX-QM7と性能およびデザインはほぼ同一。スピーカーのみ2Wayスピーカーに変更。本体カラーは、シルバー、ホワイトの2色。同社の「Memory COMPO」シリーズでもある。2008年6月生産終了。
UX-Z2
2008年11月発売。UX-QX1の事実上の後継機種。UX-GM70、UX-GM77等と違い、本体にメモリーは搭載されていないが、代わりにカセットデッキが搭載されている。CD,MD,カセット,USB端子,FM/AMチューナー,外部入力端子搭載。MD機構部品の調達が困難という理由で、2011年6月末生産終了。ビクター製のオーディオ機器では最後までラインナップに残ったMD搭載機種でもある、正規の使用方法ではないがUSB端子接続式のカードリーダを接続すればSDカード等の機器を使用することができる。

## 歴代カタログ出演者
- 菊川怜 （2000年8月～2003年10月）※CMにも出演
- Miz （2004年2月～2005年9月）
- リア・ディゾン（2007年5月～2008年2月）